# Кубок Португалії з футболу 1998—1999
Кубок Португалії з футболу 1998–1999 — 59-й розіграш кубкового футбольного турніру в Португалії. Титул вперше здобув Бейра-Мар.

## Календар
| Раунд           | Дата матчів                                              | Матчі | Клуби     |
| --------------- | -------------------------------------------------------- | ----- | --------- |
| Перший раунд    | 12-13 вересня 1998                                       | 70+5  | 230 → 160 |
| Другий раунд    | 4 жовтня 1998                                            | 62+3  | 160 → 98  |
| Третій раунд    | 1 грудня 1998                                            | 40+5  | 98 → 58   |
| Четвертий раунд | 10 січня 1999, 20 січня 1999 (перегравання)              | 29+3  | 58 → 29   |
| П'ятий раунд    | 16 лютого 1999                                           | 14    | 29 → 15   |
| Шостий раунд    | 7 березня - 8 квітня 1999, 7 березня 1999 (перегравання) | 7+1   | 15 → 8    |
| 1/4 фіналу      | 11 квітня 1999, 21-28 квітня 1999 (перегравання)         | 4+3   | 8 → 4     |
| 1/2 фіналу      | 5 травня 1999                                            | 2     | 4 → 2     |
| Фінал           | 19 червня 1999                                           | 1     | 2 → 1     |

## Четвертий раунд
| Команда 1                  | Рахунок | Команда 2              |
| -------------------------- | ------- | ---------------------- |
| 10 січня 1999              |         |                        |
| Віторія (Гімарайнш)        | 2:3     | Морейренсі (2)         |
| Жил Вісенте (2)            | 3:2     | Спортінг (Лісабон)     |
| Порту                      | 4:2 дч  | Фамалікан (3)          |
| Бенфіка                    | 4:1     | Академіка (Коїмбра)    |
| Кампумайоренсі             | 3:2     | Брага                  |
| Фафі (3)                   | 1:2     | Віторія (Сетубал)      |
| Ештрела (Амадора)          | 0:0 дч  | Фаренсе                |
| Уніан Лейрія               | 2:1     | Ріу Аве                |
| Бейра-Мар                  | 4:2     | Футебол Бенфіка (4)    |
| Алверка                    | 2:1     | Камара-де-Лобуш (3)    |
| Пенафієл (2)               | 0:0 дч  | Іморталь (3)           |
| Навал (2)                  | 3:0     | Калдаш (3)             |
| Леса (2)                   | 3:0     | Амора (3)              |
| Пасуш-де-Феррейра (2)      | 3:0     | Санжуаненсі (3)        |
| Майя (2)                   | 3:0     | Сейшал (3)             |
| Фейренсі (2)               | 3:1     | Олівейра-ду-Байрру (4) |
| Сан-Жуан-де-Вер (3)        | 2:1     | Орієнтал (Лісабон) (3) |
| Касадоріш Тайпаш (2)       | 1:0     | Фелгейраш (2)          |
| Гондомар (3)               | 2:0     | Ольяненсе (3)          |
| Спортінг (Ковілья) (3)     | 2:4     | Салгейруш              |
| Торреенсі (3)              | 2:0     | Шавеш                  |
| Вілафранкенсі (3)          | 2:3 дч  | Певідем (4)            |
| Портімоненсі (3)           | 4:1     | Акеда (4)              |
| Насіунал (Фуншал) (3)      | 3:4     | Ріу Трінту (4)         |
| Хувентуде Евора (3)        | 1:3     | Боавішта (Порту)       |
| Вілановенсі (4)            | 3:3 дч  | Санта-Клара (2)        |
| Портомосенсі (4)           | 1:0     | Сезімбра (4)           |
| Лоуреш (4)                 | 0:1     | Ешпозенде (2)          |
| Ештрела (Вендаш-Новаш) (4) | 1:3     | Марітіму               |

Перегравання
| Команда 1       | Рахунок | Команда 2         |
| --------------- | ------- | ----------------- |
| 20 січня 1999   |         |                   |
| Фаренсе         | 3:2 дч  | Ештрела (Амадора) |
| Іморталь (3)    | 0:1     | Пенафієл (2)      |
| Санта-Клара (2) | 3:1     | Вілановенсі (4)   |

## П'ятий раунд
Клуб Алверка пройшов до наступного раунду після жеребкування.
| Команда 1         | Рахунок | Команда 2             |
| ----------------- | ------- | --------------------- |
| 16 лютого 1999    |         |                       |
| Боавішта (Порту)  | 2:1     | Фаренсе               |
| Жил Вісенте (2)   | 4:1     | Санта-Клара (2)       |
| Портімоненсі (3)  | 1:2     | Морейренсі (2)        |
| Порту             | 0:1     | Торреенсі (3)         |
| Ешпозенде (2)     | 2:0     | Навал (2)             |
| Віторія (Сетубал) | 2:0     | Бенфіка               |
| Леса (2)          | 0:1     | Уніан Лейрія          |
| Бейра-Мар         | 7:0     | Портомосенсі (4)      |
| Пенафієл (2)      | 0:1     | Кампумайоренсі        |
| Майя (2)          | 5:0     | Сан-Жуан-де-Вер (3)   |
| Гондомар (3)      | 3:4     | Пасуш-де-Феррейра (2) |
| Марітіму          | 3:2 дч  | Салгейруш             |
| Фейренсі (2)      | 0:1     | Певідем (4)           |
| Ріу Трінту (4)    | 0:1 дч  | Касадоріш Тайпаш (2)  |

## Шостий раунд
Клуб Торреенсі пройшов до наступного раунду після жеребкування.
| Команда 1            | Рахунок | Команда 2             |
| -------------------- | ------- | --------------------- |
| 7 березня 1999       |         |                       |
| Віторія (Сетубал)    | 4:0     | Пасуш-де-Феррейра (2) |
| Бейра-Мар            | 1:1 дч  | Уніан Лейрія          |
| Алверка              | 0:3     | Кампумайоренсі        |
| Марітіму             | 5:1     | Певідем (4)           |
| Касадоріш Тайпаш (3) | 1:2     | Ешпозенде (2)         |
| 27 березня 1999      |         |                       |
| Боавішта (Порту)     | 3:2     | Жил Вісенте (2)       |
| 8 квітня 1999        |         |                       |
| Морейренсі (2)       | 3:2     | Майя (2)              |

Перегравання
| Команда 1       | Рахунок | Команда 2 |
| --------------- | ------- | --------- |
| 28 березня 1999 |         |           |
| Уніан Лейрія    | 1:2     | Бейра-Мар |

## 1/4 фіналу
| Команда 1      | Рахунок | Команда 2         |
| -------------- | ------- | ----------------- |
| 11 квітня 1999 |         |                   |
| Торреенсі (3)  | 0:0 дч  | Віторія (Сетубал) |
| Марітіму       | 2:2 дч  | Кампумайоренсі    |
| Морейренсі (2) | 1:1 дч  | Бейра-Мар         |
| Ешпозенде (2)  | 1:0     | Боавішта (Порту)  |

Перегравання
| Команда 1         | Рахунок      | Команда 2      |
| ----------------- | ------------ | -------------- |
| 21 квітня 1999    |              |                |
| Бейра-Мар         | 1:0          | Морейренсі (2) |
| 28 квітня 1999    |              |                |
| Кампумайоренсі    | 0:0 пен. 6:5 | Марітіму       |
| Віторія (Сетубал) | 3:0          | Торреенсі (3)  |

## 1/2 фіналу
| Команда 1     | Рахунок | Команда 2         |
| ------------- | ------- | ----------------- |
| 5 травня 1999 |         |                   |
| Бейра-Мар     | 1:0     | Віторія (Сетубал) |
| Ешпозенде (2) | 0:2     | Кампумайоренсі    |

## Фінал
| 19 червня 1999 |

| Бейра-Мар | 1:0      | Кампумайоренсі |
| --------- | -------- | -------------- |
| Соуза 68' | Протокол |                |

| Національний стадіон (Жамор), Оейраш Глядачів: 25 000 Арбітр: Лусіліу Батішта |